# (3093) Bergholz
(3093) Bergholz (1971 MG) – planetoida z grupy pasa głównego asteroid okrążająca Słońce w ciągu 4,38 lat w średniej odległości 2,68 j.a. Odkryta 28 czerwca 1971 roku.